# National Women's Rights Convention
 (août 2012).
Si vous disposez d'ouvrages ou d'articles de référence ou si vous connaissez des sites web de qualité traitant du thème abordé ici, merci de compléter l'article en donnant les références utiles à sa vérifiabilité et en les liant à la section « Notes et références ».
La National Women's Rights Convention ou « Convention annuelle des droits de femmes » était une série de réunions politiques qui visaient à défendre l'obtention du droit de vote pour les femmes aux États-Unis dans la deuxième moitié du XIXe siècle. La première a lieu à Worcester (Massachusetts) et attire des personnalités féminines et masculines, auparavant engagées dans les mouvements de tempérance et d'abolition de l'esclavage.

## Liste des conventions
- 1850 à Worcester
- 1851 à Worcester
- 1852 à Syracuse
- 1853 à Cleveland
- 1854 à Philadelphie
- 1855 à Cincinnati
- 1856 à New York
- 1858 à New York
- 1859 à New York
- 1860 à New York
- 1866 à New York
- 1869 à Washington
- 1871 à New York